# Claire Emilie MacDonell
Pour les articles homonymes, voir McDonell.
Claire Emilie MacDonell, vicomtesse Aguado, marquise de Las Marismas de Guadalquivir (1817-1905), est une aristocrate, dame du Palais de l'impératrice Eugénie de Montijo.  

## Biographie

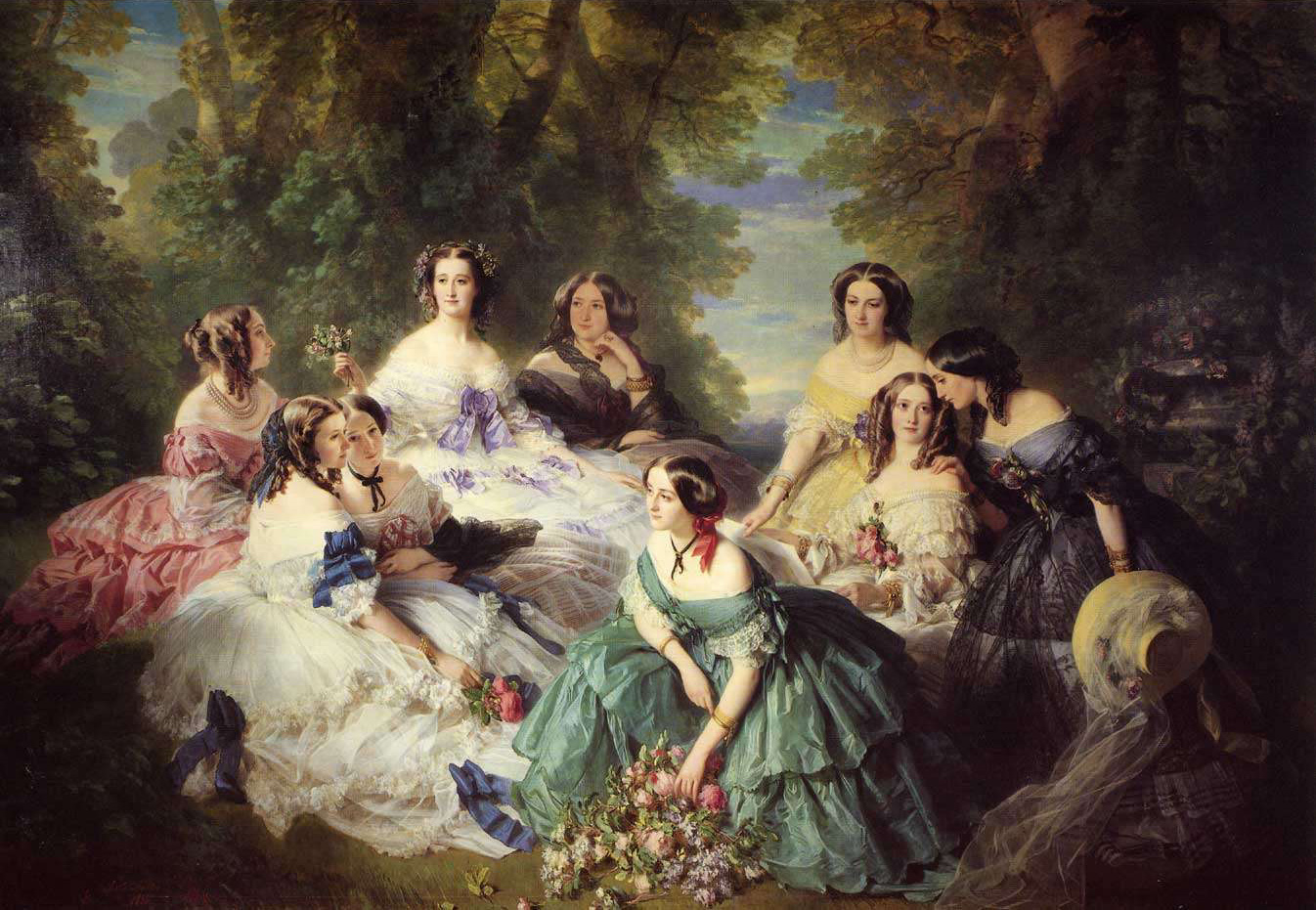
L'Impératrice Eugénie entourée de ses dames d'honneur, Franz Xaver Winterhalter, 1855.

Elle est la fille du lieutenant-colonel et consul-général britannique Hugh Mac Donell of Aberchalder et d'Ida Louise Ulrich (originaire du Danemark) et l'épouse d'Alexandre Aguado Moreno, marquis de Las Marismas de Guadalquivir (1813-1861) en 1841. Son premier époux meurt à l'asile et elle se remarie avec son ancien beau-frère, Onésipe Aguado, vicomte Aguado (1830-1893), en 1863 . Par son premier mariage, elle est la mère de Carmen, duchesse de Montmorency. 
En 1853, elle intègre la nouvelle cour de l'impératrice qui se composait d'une Grande-Maîtresse, d'une dame d'honneur, ainsi que de six (plus tard douze) dames du palais qui alternaient chacune une semaine de service, et dont la plupart ont été choisies par l'impératrice avant son mariage. 
Elle appartenait au cercle d'amis proches qui connaissait l'impératrice depuis son enfance en Espagne. C'était une figure de la haute société parisienne, décrite comme une beauté avec un "air toujours adorable" , et surnommée "la femme la plus agréable de Paris" . Elle était connue pour ses réceptions, lieu de rencontre de la haute société parisienne du Second Empire que tous les princes étrangers visitaient quand ils se rendaient à Paris . Après la chute du Second Empire, elle se retire de la haute société, sa fidélité envers l'impératrice lui faisant ressentir toute participation à la vie sociale du nouveau régime comme une trahison . 
Claire Emilie Mac Donell est une des dames d'honneur représentées avec Eugénie dans le célèbre tableau de Franz Xaver Winterhalter de 1855.